# Уткін Дмитро Сергійович
Дмитро Сергійович Уткін (рос. Дмитрий Сергеевич Уткин; 10 липня 1984, м. Ярославль, СРСР) — російський хокеїст, лівий нападник.

## Ігрова кар'єра
Вихованець хокейної школи «Локомотив» (Ярославль). Виступав за «Локомотив» (Ярославль), «Спартак» (Москва), «Керамін» (Мінськ), ХК «Брест», «Трактор» (Челябінськ), «Автомобіліст» (Єкатеринбург), «Мечел» (Челябінськ), «Югра» (Ханти-Мансійськ), «Супутник» (Нижній Тагіл), «Лада» (Тольятті), ТХК (Твер), «Зауралля» (Курган), «Южний Урал» (Орськ), «Іжсталь» (Іжевськ), «Шахтар» (Солігорськ), «07 Детва», «Пряшів».

## Досягнення
- Чемпіон Росії — 2003.